# Friedrich Wilhelm Barlow
Friedrich Wilhelm Barlow (* 1795 in Bremen; † 6. Januar 1864 in Worms) war ein deutscher Hofschauspieler und Theaterintendant in Riga und St. Petersburg.

## Leben
Der Vater Friedrich Wilhelm Barlow († 1820) war Schauspieler in Hamburg und leitete ein kleines Theaterensemble, die Mutter Charlotte, geborene Meyer († nach 1825), war ebenfalls Schauspielerin. Auch die  Schwester Sophie Wilhelmine Caroline wurde Schauspielerin und heiratete später den Opernsänger Wilhelm Ehlers.
Die ersten Theaterauftritte von Friedrich Wilhelm Barlow sind von 1815 in Mitau und 1817 in Reval bei Gastspielen des väterlichen Theaterensembles im Baltikum bekannt. 1817 wurde er als junger Schauspieler am Theater in Riga engagiert und entwickelte sich dort bald zu einem der beliebtesten Akteure. Ende 1824 übernahm er nach dem Tod von Friedrich Feddersen mit anderen die Intendanz des Theaters.
Seit 1825 war Friedrich Wilhelm Barlow am deutschen Hoftheater in St. Petersburg engagiert. Er kehrte noch einmal kurzzeitig nach Riga zurück. Von 1826 sind Gastauftritte am Hoftheater in Dresden bekannt. Friedrich Wilhelm Barlow wurde bald Regisseur am deutschen Hoftheater in St. Petersburg. Mit bekannten Schauspielern wie Caroline Bauer erreichte er in seinen Inszenierungen ein hohes künstlerisches Niveau.
1836 beendete Barlow seine Leitungstätigkeit. Sein weiteres Leben ist unbekannt.
Er war mit Dorothea Kröger († 1865) verheiratet und hatte eine Tochter, Mathilde.